# Distrito de Apata
El distrito de Apata es uno de los treinta y cuatro distritos de la Provincia de Jauja, ubicada en el Departamento de Junín, bajo la administración del Gobierno Regional de Junín, Perú.
Limita por el norte con los distritos de San Lorenzo, El Mantaro (Charquihuasi), Masma Chicche, Julcán y Molinos; por el sur con los distritos de Matahuasi, Santa Rosa de Ocopa, Heroínas Toledo, San Jerónimo (Sacsacancha) y Comas; por el este con los distritos de Monobamba y Comas; y, por el oeste con el centro poblado de Yanamuclo, jurisdicción del distrito de Matahuasi.
Dentro de la división eclesiástica de la Iglesia católica del Perú, pertenece a la Vicaría IV de la Arquidiócesis de Huancayo

## Etimología
Según el lingüista Rodolfo Cerrón-Palomino, la población local de habla quechua huanca pronuncia el topónimo con una /a/ larga: [aːˈpata]. Este alargamiento vocálico lo lleva a razonar que solo puede haberse producido por la desaparición de la consonante /q/: fenómeno usual en el quechua local. Ya que se puede identificar el componente pata 'andén' en el topónimo, sugiere que la parte /aː/ responde al desgaste de la palabra *qaqa 'barranco, desfiladero', siendo la progresión: /qaqa/ > /ʔaʔa/ > /a.a/ > /aː/. Así, Apata, originalmente *qaqa pata, significaría en sus palabras '«andén del barranco»'.

## Historia
En el gobierno del Presidente José Balta, la Ley del 16 de noviembre de 1864 que creó la provincia de Huancayo, elevó a la Parroquia de Apata (que entonces se consideraba como jurisdicción política de acuerdo con la Constitución del 12 de noviembre de 1823 –Art. 70) a la jerarquía de distrito.

## Geografía
La superficie del distrito de Apata es 421,62 km y se encuentra a 3340 m s. n. m., región quechua, suni y puna, entre las coordenadas geográficas 11º 51' 09" Latitud Sur 75º 21' 10" Longitud Oeste, respecto al Meridiano de Grenwich.

## Capital
Su capital es el pueblo de Apata.

## División administrativa

### Barrios
- Barrio Libre Central
- Barrio Libre Oriental
- Barrio de Cocharcas
- Barrio de Pariahuanca
- Barrio de Huamantanga
- Barrio de 15 de Setiembre
- Barrio de Progreso

### Anexos y centros poblados
- Anexo de Santa María
- Anexo La Nueva Esperanza
- Anexo La Unión
- Anexo Paucar
- Anexo de San José
- Centro Poblado Menor de Chicche

## Autoridades

### Municipales
- 2015 - 2018[3]
  - Alcalde: Percy Rafael Cerrón Espinoza, Movimiento Junín Sostenible con su Gente (JSG).
  - Regidores: Abelia Teodora Barzola Ricse de Andrade (JSG), Valois Orlando Valenzuela Quinto (JSG), Aníbal Gilberto Cerrón Maldonado (JSG), Luis Arturo Mantari Jesús (JSG), Edinson Mellado Flores (Perú Libre).
- 2011-2014[4]
  - Alcalde: Percy Rafael Cerrón Espinoza, Fuerza 2011 (F2011).
  - Regidores: Abelia Teodora Barzola Ricse de Andrade (F2011), Clemente Senobio Cerrón Maldonado (F2011), Máximo Odilón Millán Mercado (F2011), Luz Marina Villar Martínez (F2011), Jesús Reiner Mercado López (Partido Aprista Peruano).
- 2007-2010
  - Alcalde: José Vidal Rojas Paitan.

### Policiales
- Comisaría de Jauja
  - Comisario: Cmdte. PNP. Edson Hernán Cerrón Lazo.[5]

### Religiosas
- Arquidiócesis de Huancayo[6]
  - Arzobispo de Huancayo: Mons. Pedro Barreto Jimeno, SJ.
- Parroquia Nuestra Señora de la Natividad[7]
  - Párroco: Pbro. Julián Diez.

## Educación

### Instituciones educativas
- IE

## Festividades[8]
- Enero: Festividad del Niño.
- Junio: San Juan Bautista
- Septiembre: Virgen de Cocharcas.